# Meterginus apicalis
Meterginus apicalis is een hooiwagen uit de familie Cosmetidae.